# 도준
도준(陶濬)은 중국 삼국시대 오나라의 장수이다. 도황(陶璜)의 동생이다.

## 생애
진남대장군(鎭南大將軍) 겸 형주목(荊州牧)을 지냈다.
279년 곽마(郭馬)가 반란을 일으키자, 당시 서릉독(西陵督)이었던 도준은 도황과 함께 곽마 진압에 나섰다. 그러나 무창(武昌)에 왔을 때, 오나라를 정벌하는 진군이 몰려왔다는 소식을 듣고 건업(建業)으로 되돌아갔다.
손호(孫皓)가 도준에게 수군의 현황을 묻자, 진나라 수군의 배는 작기 때문에 군사를 내어 싸우면 이길 수 있다고 대답하였다. 그러나 도준의 대답은 왕준(王濬)이 큰 전함을 많이 만들어 공격해 오는 현실을 잘 모르고 한 말이었다. 손호는 군사 2만을 주고 싸우게 하였으나, 출진한 그날 밤 군사들이 모두 도망가는 바람에 싸우지도 못하고 무너졌다.